# Alberto Bressan
Alberto Bressan (* 15. Juni 1956 in Venedig) ist ein italienischer Mathematiker, der sich mit Analysis beschäftigt.
Bressan studierte an der Universität Padua, wo er 1978 sein Diplom (Laurea) machte bei Roberto Conti (Prozesse der linearen Kontrolle), war 1979/80 mit einem Forschungsstipendium an der Universität Florenz und promovierte 1982 an der University of Colorado in Boulder bei Jerrold Bebernes (Two mathematical problems relating to the theory of combustion). Danach war er an der University of Colorado (Associate Professor seit 1986) und an der SISSA in Triest, wo er seit 1991 Professor ist. Er ist seit 2003 Eberly Professor für Mathematik an der Pennsylvania State University. Er war unter anderem Gastwissenschaftler am MIT, in Hongkong, Trondheim, Oslo (Center for Advanced Study) und Stockholm am Mittag-Leffler-Institut.
Bressan befasst sich mit Kontrolltheorie, differentiellen Spielen, partiellen Differentialgleichungen, insbesondere Erhaltungssätze bei hyperbolischen partiellen Differentialgleichungen.
2002 hielt er einen Plenarvortrag auf dem ICM in Peking (Hyperbolic systems of conservation laws in one space dimension). 2008 erhielt er den Bôcher Memorial Prize für seine Arbeiten über hyperbolische Erhaltungssätze und Lösungen verschwindender Viskosität von hyperbolischen Differentialgleichungssystemen, ausgeführt teilweise mit seinem Schüler Stefano Bianchini. 2006 erhielt er den Antonio-Feltrinelli-Preis für Mathematik und Mechanik der Accademia dei Lincei. Er ist Fellow der American Mathematical Society.
Er ist verheiratet und hat zwei Kinder.

## Schriften (Auszug)
- mit Piccoli, Graziano Crasta: Well-posedness of the Cauchy problem for n x n systems of conservation laws, American Mathematical Society 2000
- Hyperbolic systems of conservation laws – the one dimensional Cauchy problem, Oxford University Press 2000
- mit Benedetto Piccoli: Introduction to the mathematical theory of control, American Institute of Mathematics 2007
- Nonlinear conservation laws and applications, New York: Springer, 2011